# Luis Monti
Luis Felipe Monti (Buenos Aires, 15 de mayo de 1901-Escobar, Buenos Aires, 9 de septiembre de 1983) fue un futbolista italoargentino. En la década de 1920 se destacó en la primera de San Lorenzo de Almagro. 
Marcó el primer gol de la selección argentina en la historia de los mundiales, contra Francia en el primer partido jugado por la albiceleste en la Copa Mundial de Fútbol de 1930, partido que terminó 1-0 a favor de Argentina. En este mundial, Argentina alcanzó el segundo puesto, tras perder en la final contra la selección de Uruguay (4-2). 
En 1934, cuando jugaba en el fútbol italiano, fue convocado por Vittorio Pozzo para integrar la selección italiana que a la postre obtendría la Copa del Mundo disputada en Italia. Al respecto, diría más tarde: «En 1930, en Uruguay, me querían matar si ganaba, y en Italia, cuatro años más tarde, si perdía».
Monti fue subcampeón Mundial en 1930 con Argentina y campeón Mundial en 1934 con Italia. Así se convirtió en el único jugador que ha jugado dos finales de la Copa Mundial de Fútbol con dos diferentes equipos de selección nacional de fútbol.

## Participación en Copa del Mundo
| Mundial              | Sede    | Selección | Resultado  | Partidos | Goles |
| -------------------- | ------- | --------- | ---------- | -------- | ----- |
| Copa Mundial de 1930 | Uruguay | Argentina | Subcampeón | 4        | 2     |
| Copa Mundial de 1934 | Italia  | Italia    | Campeón    | 5        | 0     |

## Participación en Copa América
| Copa              | Sede | Resultado | Partidos | Goles |
| ----------------- | ---- | --------- | -------- | ----- |
| Copa América 1927 | Perú | Campeón   | 3        | 0     |

## Clubes

### Como futbolista
| Club             | País      | Año         |
| ---------------- | --------- | ----------- |
| Huracán          | Argentina | 1921        |
| Atlético Palermo | Argentina | 1922        |
| San Lorenzo      | Argentina | 1922 - 1930 |
| Juventus FC      | Italia    | 1931 - 1939 |

### Como entrenador
| Club                  | País      | Año         |
| --------------------- | --------- | ----------- |
| Triestina             | Italia    | 1939 - 1940 |
| Juventus FC           | Italia    | 1940 - 1941 |
| Varese                | Italia    | 1942 - 1943 |
| Varese                | Italia    | 1944        |
| Atalanta              | Italia    | 1945 - 1947 |
| Vigevano              | Italia    | 1947        |
| Club Atlético Huracán | Argentina | 1947 - 1948 |
| Pisa Calcio           | Italia    | 1949 - 1950 |

## Estadísticas
Datos actualizados al fin de la carrera deportiva.
| Huracán Argentina |               |               |     |    |    |    |    |     |     |    |
| 1.ª | 1921          | 6             | 0   | 3  | 0  | -  | -  | 9   | 0   |    |
| Total club | Total club    | 6             | 0   | 3  | 0  | 0  | 0  | 9   | 0   |    |
| San Lorenzo de Almagro Argentina |               |               |     |    |    |    |    |     |     |    |
| 1.ª | 1922-AAmF     | 31            | 0   | -  | -  | -  | -  | 31  | 0   |    |
| 1.ª | 1923-AAmF     | 20            | 3   | -  | -  | 1  | 0  | 21  | 3   |    |
| 1.ª | 1924-AAmF     | 20            | 4   | 9  | 1  | -  | -  | 29  | 5   |    |
| 1.ª | 1925-AAmF     | 24            | 6   | 4  | 0  | -  | -  | 28  | 6   |    |
| 1.ª | 1926-AAmF     | 22            | 8   | 6  | 0  | -  | -  | 28  | 8   |    |
| 1.ª | 1927          | 32            | 7   | -  | -  | -  | -  | 32  | 7   |    |
| 1.ª | 1928          | 24            | 6   | -  | -  | -  | -  | 24  | 6   |    |
| 1.ª | 1929          | 17            | 5   | -  | -  | -  | -  | 17  | 5   |    |
| 1.ª | 1930          | 34            | 5   | -  | -  | -  | -  | 34  | 5   |    |
| Total club | Total club    | 224           | 44  | 19 | 1  | 1  | 0  | 244 | 45  |    |
| Juventus · Italia |               |               |     |    |    |    |    |     |     |    |
| 1.ª | 1930-31       | -             | -   | -  | -  | 1  | 0  | 1   | 0   |    |
| 1.ª | 1931-32       | 29            | 2   | -  | -  | 4  | 0  | 33  | 2   |    |
| 1.ª | 1932-33       | 33            | 6   | -  | -  | 3  | 0  | 36  | 6   |    |
| 1.ª | 1933-34       | 34            | 4   | -  | -  | 4  | 0  | 38  | 4   |    |
| 1.ª | 1934-35       | 20            | 2   | -  | -  | 7  | 0  | 27  | 3   |    |
| 1.ª | 1935-36       | 30            | 2   | 3  | 0  | -  | -  | 32  | 2   |    |
| 1.ª | 1936-37       | 27            | 1   | 4  | 1  | -  | -  | 31  | 2   |    |
| 1.ª | 1937-38       | 28            | 1   | 5  | 0  | 6  | 1  | 39  | 2   |    |
| 1.ª | 1938-39       | 24            | 1   | 1  | 0  | -  | -  | 25  | 1   |    |
| Total club | Total club    | 225           | 19  | 13 | 1  | 25 | 2  | 263 | 22  |    |
| Total carrera | Total carrera | Total carrera | 455 | 63 | 32 | 2  | 26 | 1   | 513 | 66 |
| (1) Incluye datos de la Copa de Competencia, Copa Ibarguren, Copa Italia. (2) Incluye datos de la Copa Aldao, Copa Mitropa. (3) No incluye goles en partidos amistosos. |               |               |     |    |    |    |    |     |     |    |

### Selección nacional
| Selección | Año   | Amistoso | Amistoso | Copa América | Copa América | JJ.OO | JJ.OO | Mundial | Mundial | Total | Total |
| Selección | Año   | PJ       | G        | PJ           | G            | PJ    | G     | PJ      | G       | PJ    | G     |
| --------- | ----- | -------- | -------- | ------------ | ------------ | ----- | ----- | ------- | ------- | ----- | ----- |
| Argentina | 1924  | 2        | 1        | -            | -            | -     | -     | -       | -       | 2     | 1     |
| Argentina | 1927  | -        | -        | 3            | 0            | -     | -     | -       | -       | 3     | 0     |
| Argentina | 1928  | -        | -        | -            | -            | 5     | 1     | -       | -       | 5     | 1     |
| Argentina | 1929  | 1        | 0        | -            | -            | -     | -     | -       | -       | 1     | 0     |
| Argentina | 1930  | -        | -        | -            | -            | -     | -     | 4       | 2       | 4     | 2     |
| Argentina | 1931  | 1        | 0        | -            | -            | -     | -     | -       | -       | 1     | 0     |
| Total     | Total | 4        | 1        | 3            | 0            | 5     | 1     | 4       | 2       | 16    | 4     |

| Selección       | Año   | Amistoso | Amistoso | Eliminatorias | Eliminatorias | Mundial | Mundial | Total | Total |
| Selección       | Año   | PJ       | G        | PJ            | G             | PJ      | G       | PJ    | G     |
| --------------- | ----- | -------- | -------- | ------------- | ------------- | ------- | ------- | ----- | ----- |
| Italia · Italia | 1932  | 1        | 0        | -             | -             | -       | -       | 1     | 0     |
| Italia · Italia | 1933  | 7        | 1        | -             | -             | -       | -       | 7     | 1     |
| Italia · Italia | 1934  | 2        | 0        | 1             | 0             | 5       | 0       | 8     | 0     |
| Italia · Italia | 1935  | 1        | 0        | -             | -             | -       | -       | 1     | 0     |
| Italia · Italia | 1936  | 1        | 0        | -             | -             | -       | -       | 1     | 0     |
| Total           | Total | 12       | 1        | 1             | 0             | 5       | 0       | 18    | 1     |

## Títulos

### Torneos nacionales

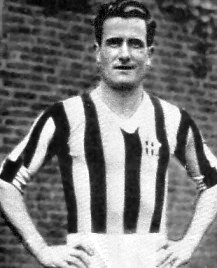
Luis Monti en Juventus, donde jugó entre 1931 y 1939

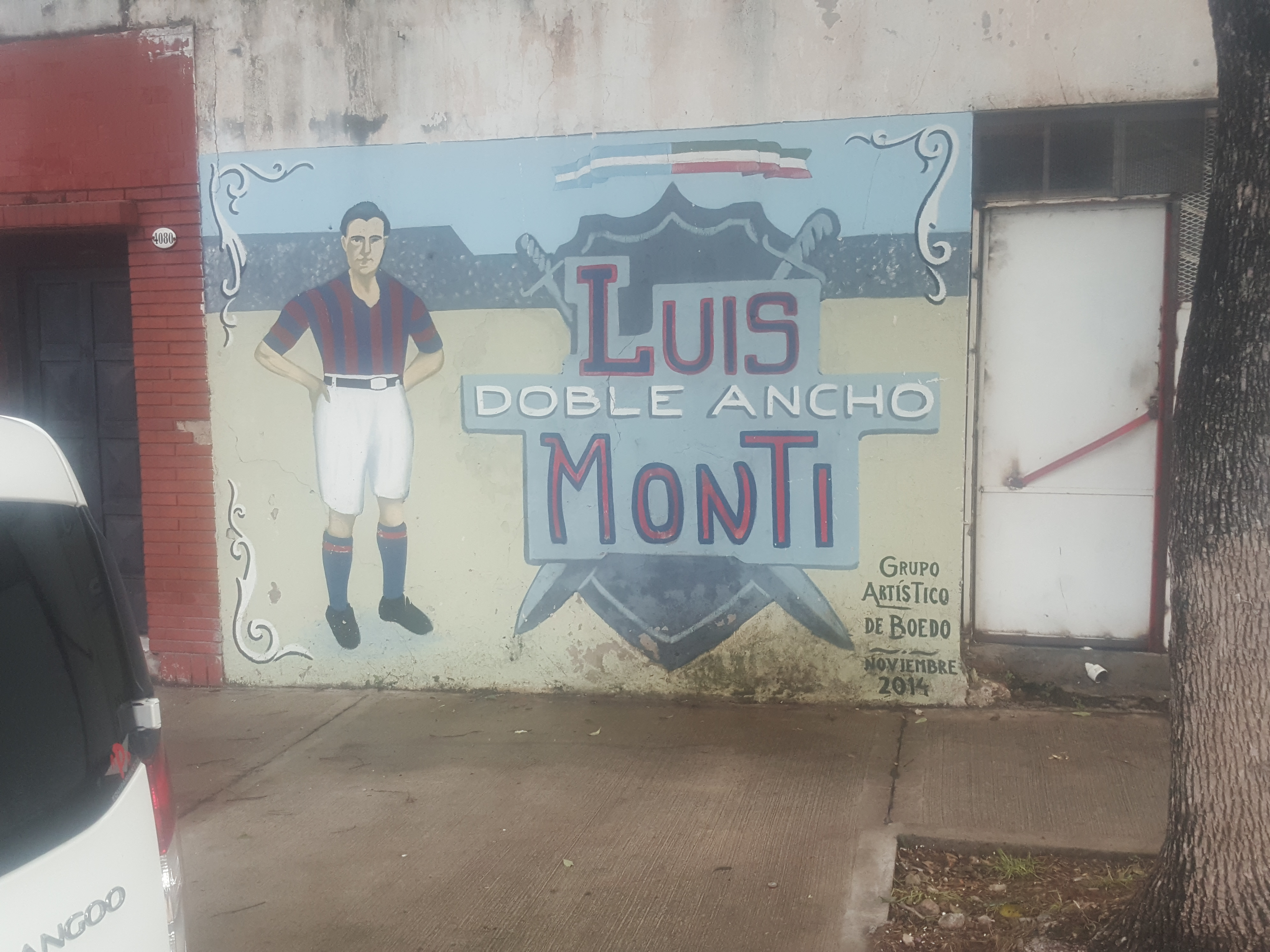
Mural dedicado a Luis Monti con la casaca de San Lorenzo en el barrio de Boedo.

| Título           | Equipo        | País      | Temporada |
| ---------------- | ------------- | --------- | --------- |
| Primera División | Club Huracán  | Argentina | 1921      |
| Primera División | San Lorenzo   | Argentina | 1923      |
| Primera División | San Lorenzo   | Argentina | 1924      |
| Primera División | San Lorenzo   | Argentina | 1927      |
| Serie A          | Juventus F.C. | Italia    | 1931-1932 |
| Serie A          | Juventus F.C. | Italia    | 1932-1933 |
| Serie A          | Juventus F.C. | Italia    | 1933-1934 |
| Serie A          | Juventus F.C. | Italia    | 1934-1935 |
| Copa Italia      | Juventus F.C. | Italia    | 1937-1938 |

### Títulos internacionales
| Título               | Equipo              | Sede      | Año  |
| -------------------- | ------------------- | --------- | ---- |
| Copa Río de La Plata | San Lorenzo         | Bs. Aires | 1923 |
| Copa América         | Selección Argentina | Lima      | 1927 |
| Plata en JJOO        | Selección Argentina | Ámsterdam | 1928 |
| Copa Mundial         | Selección de Italia | Italia    | 1934 |